# Zacskósharcsafélék

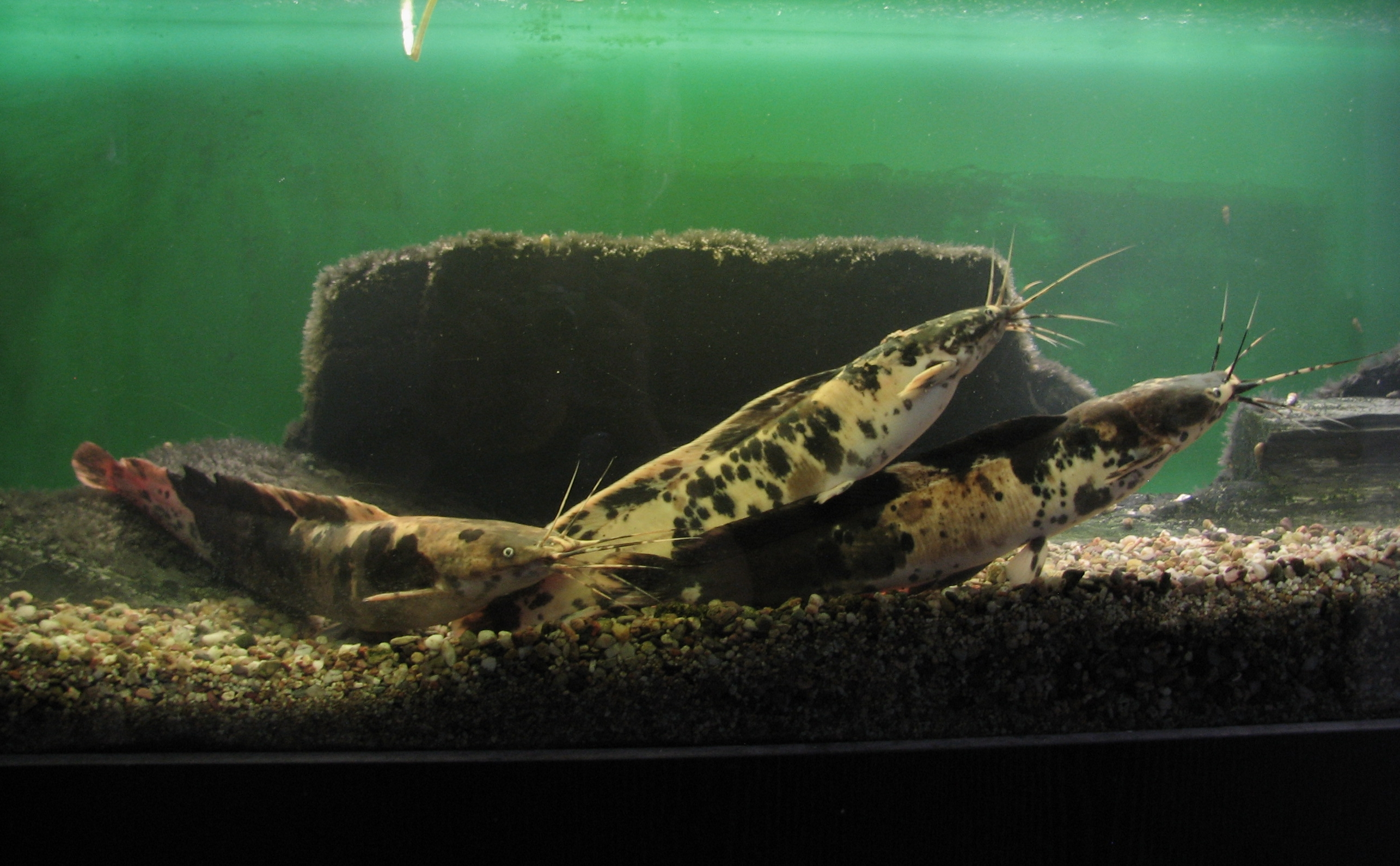
Békaharcsák (Clarias batrachus) egy akváriumban

A zacskósharcsafélék (Clariidae) családjába az olyan harcsafajokat soroljuk, melyek egy úgynevezett második légzőszervvel oxigént raktározva képesek elhagyni a vizet. Ezek a toll alakú, szivacsos képződmények közvetlenül az úszóhólyag mellett alakultak ki, hogy a hal képes legyen további levegőt raktározni belőle. Ebbe a családba általában a zsákos és békaharcsákat soroljuk, melyek igen nagyra is meg tudnak nőni. A legnagyobb kifogott példány elérte az akár 2 méteres hosszt is, de legtöbbjük ennek a felére sem nő meg. A 16 nemből több mint 100 fajuk létezik világszerte a trópusokon. Kizárólag édesvízben képes megélni, ugyanis második légzőszervét könnyen kimarhatja a sós víz. Érzékeny bajuszszálaiknak köszönhetően találnak táplálékukra, ami főleg halakból és egyéb vízi gerincesekből áll. Néhány amerikai államban betiltották tartását, mert veszélyesnek vélik a bennszülött halállományra. Akváriumban könnyedén tartható, de hamar kinőheti a kisebb medencéket. Több színváltozatát is kitenyésztették az elmúlt években. Legnépszerűbb a fehéres és sárgás alapon fekete foltokkal tarkított változat, ami már alig hasonlít a fekete és szürke, márványmintás vad változathoz. Akváriumban csak nagy halakkal tartható, a kisebbeket táplálékának véli.

## Rendszerezés
A családba az alábbi nemek tartoznak:
- Bathyclarias Jackson, 1959
- Channallabes Günther, 1873
- Clariallabes Boulenger, 1900
- Clarias Scopoli, 1777
- Dinotopterus Boulenger, 1906
- Dolichallabes Poll, 1942
- Encheloclarias Myers in Herre & Myers, 1937
- Gymnallabes Günther, 1867
- Heterobranchus É. Geoffroy Saint-Hilaire, 1808
- Heteropneustes Müller, 1840
- Horaglanis Menon, 1950
- Platyallabes Poll, 1977
- Platyclarias Poll, 1977
- Tanganikallabes Poll, 1943
- Uegitglanis Gianferrari, 1923
- Xenoclarias Greenwood, 1958